# Украинский исторический журнал
Украинский исторический журнал (укр. Український історичний журнал) — украинский научный журнал, орган Института истории Украины и Института политических и этнонациональных исследований имени И. Ф. Кураса НАН Украины.

## История
Выходит в Киеве с июля 1957 (в 1960—1980 годах раз в месяц; в 1990-е годы до настоящего времени — 6 раз в год). Издается на украинском языке.
До 1997 вышло более 410 номеров журнала. Авторы публикаций — известные специалисты по проблемам истории Украины и всемирной истории. Среди них не только известные исследователи с Украины, но и ученые из-за рубежа, в частности из США, Канады, Франции, Германии, Великобритании, Чехии, Словакии, Болгарии, Польши, России, Белоруссии и др.
Журнал большое внимание уделяет проблемам истории Украины, всемирной истории, а также вопросам содержания и методики преподавания истории в учебных заведениях страны. Материалы, публикуемые в журнале в последние годы, подаются в контексте нового осмысления истории украинского народа. Научные статьи и документальные материалы преимущественно освещают те страницы истории, которые длительное время по идеологическим соображениям рассматривались поверхностно, замалчивались или сознательно искажались.
В журнале печатаются дискуссионные материалы, обсуждение которых помогает определить более точные концептуальные линии в освещении целых направлений истории Украины.
Журнал имеет постоянные разделы: статьи, сообщения, заметки в помощь учителям истории, обзор источников и литературы, хроника, информация и тому подобное.
«Украинский исторический журнал» распространяется в более чем 70 странах мира. Редакция журнала находится в Киеве.

## Главные редакторы
- Ф. Шевченко (1957—1967, 1968—1972),
- К. Дубина (1967),
- П. Калениченко (1972—1979),
- Ю. Кондуфор (1979—1988),
- М. Коваль (1988—1994).

В настоящее время (с 1995) — главный редактор журнала В. Смолий, академик НАН Украины, директор Института истории Национальной академии наук Украины.